# Adineta barbata
Adineta barbata is een raderdiertjessoort uit de familie Adinetidae. De wetenschappelijke naam van deze soort is voor het eerst geldig gepubliceerd in 1893 door Janson.
De soort leeft in zoet water en is veelvoorkomend in habitats met een mosachtige humusrijke ondergrond. De soort heeft een bijzondere wijze van voortbewegen waarbij de kop in een continue beweging door de ondergrond beweegt terwijl lichaam en voeten een tegengestelde beweging maken.